# Wilajet kaszkadaryjski
Wilajet kaszkadaryjski (uzb. Qashqadaryo viloyati, uzb. cyr. Қашқадарё вилояти; rus. Кашкадарьинская область) – jeden z 12 wilajetów Uzbekistanu ze stolicą w Karszy. Według szacunków z 2011 roku populacja wynosi około 2 722 900 osób. 
Ośrodek wydobycia gazu ziemnego, upraw bawełny, owoców, winorośli oraz hodowli owiec. 
Na terenie wilajetu znajduje się wiele ośrodków wypoczynkowych i sanatoriów. W Karszy położone jest jedyne lotnisko regionu – Port lotniczy Karszy.

## Geografia
Od północy wilajet kaszkadaryjski graniczy z wilajetem samarkandzkim, od północnego zachodu z nawojskim i bucharskim, od południa i południowego zachodu z turkmeńskim wilajetem lebapskim a od wschodu z wilajetem surchandaryjskim i tadżyckim wilajetem sogdyjskim.
Znajduje się w południowej części kraju, na zachodnich zboczach Pamiru, w dorzeczu Kaszka-darii. Klimat bardzo sprzyja rozwojowi rolnictwa i hodowli zwierząt.

## Podział administracyjny
Wilajet dzieli się na 14 tumanów i dwa miasta administrowane regionalne.
| Miasto     | Ludność (różne lata) | Powierzchnia [km²] | Gęstość zaludnienia [os./km²] |
| ---------- | -------------------- | ------------------ | ----------------------------- |
| Karszy     | 238 200              |                    |                               |
| Shahrisabz | 53 000               |                    |                               |

| Tuman      | Siedziba        | Ludność (różne lata) | Powierzchnia [km²] | Gęstość zaludnienia [os./km²] |
| ---------- | --------------- | -------------------- | ------------------ | ----------------------------- |
| Chiroqchi  | Chiroqchi       | 304 500              | 2800               | 109                           |
| Dehqonobod | Qorashina       | 100 300              | 4000               | 25                            |
| Gʻuzor     | Gʻuzor          | 147 000              | 2620               | 56                            |
| Karszy     | Beshkent        | 177 000              | 900                | 197                           |
| Kasbi      | Mugʻlon         | 127 600              | 650                | 196                           |
| Kitob      | Kitob           | 178 900              | 1750               | 102                           |
| Koson      | Koson           | 197 100              | 1880               | 105                           |
| Koʻkdala   | Yettitom        |                      |                    |                               |
| Mirishkor  | Yangi Mirishkor | 87 200               | 3100               | 28                            |
| Muborak    | Muborak         | 62 000               | 3070               | 20                            |
| Nishon     | Yangi Nishon    | 112 500              | 2100               | 54                            |
| Qamashi    | Qamashi         | 191 400              | 2660               | 72                            |
| Shahrisabz | Shahrisabz      | 272 400              | 1700               | 160                           |
| Yakkabogʻ  | Yakkabogʻ       | 204 900              | 1300               | 158                           |